# Mariusz Jop
Mariusz Jop [ˈmarʲuʃ jɔp] (* 3. August 1978 in Ostrowiec Świętokrzyski) ist ein ehemaliger polnischer Fußballspieler.

## Vereinskarriere
Der 1,88 m große und 81 kg schwere Verteidiger begann seine Karriere 1995 in seinem Heimatverein KSZO Ostrowiec Świętokrzyski. 1999 wechselte er zu Wisła Krakau, wo er sich jedoch nicht durchsetzen konnte und von Januar bis Dezember 2001 an Widzew Łódź ausgeliehen wurde. Dann kehrte er nach Krakau zurück und wurde Stammspieler. Insgesamt wurde er mit Krakau dreimal polnischer Meister und zweimal Pokalsieger. Mit Beginn der Saison 2004/05 wechselte Jop in die erste russische Liga zu FK Moskau. In sechs Saisons brachte er es auf 83 Spiele, in denen er viermal traf. Zur Saison 2009/10 wechselte er wieder zu seinem ehemaligen Verein Wisła Kraków. Im Juni 2010 gab er den Wechsel zum Aufsteiger und polnischen Rekordmeister Górnik Zabrze bekannt. Für Górnik bestritt er insgesamt 23 Spiele in der Ekstraklasa und 2 Pokalspiele, bevor er am 18. November 2011 sein Karriereende bekannt gab. Seit dem Sommer 2012 spielt Jop wieder Fußball, jedoch nur in der Alte Herren-Mannschaft von Wisła Krakau.

## Nationalmannschaft
In der polnischen Nationalmannschaft debütierte er am 30. April 2003 gegen Belgien. Insgesamt bestritt er 27 Partien für die „Weiß-Roten“ und stand im Kader für die Fußball-Weltmeisterschaft 2006 und im Kader für die Fußball-Europameisterschaft 2008.

## Erfolge
- 3× Polnischer Meister (1999, 2003, 2004)
- 2× Polnischer Pokalsieger (2002, 2003)
- 1× WM-Teilnahme (2006)
- 1× EM-Teilnahme (2008)